# Bariumoxide
Bariumoxide (BaO) is het oxide van barium. Het is een niet-ontvlambare witte vaste stof met een kubische kristalstructuur, die goed oplost in water onder vorming van bariumhydroxide:
{\displaystyle {\ce {BaO + H2O -> Ba(OH)2}}}
Bariumoxide is bijgevolg een basevormend oxide. Met een overmaat water ontstaat barietwater.

## Synthese
Bariumoxide kan bereid worden door thermolyse van bariumcarbonaat:
{\displaystyle {\ce {BaCO3 -> BaO + CO2 (^)}}}
Het kan ook rechtstreeks bereid worden door oxidatie van barium met dizuurstof:
{\displaystyle {\ce {2Ba + O2 -> 2BaO}}}

## Toepassingen
Bariumoxide werd vroeger toegepast als bekleding van de kathode in vacuümbuizen om de elektronenemissie te bevorderen. Het wordt ook in plaats van lood(II)oxide gebruikt als toevoeging in kristalglas. Daarnaast wordt Bariumoxide ook gebruikt als adsorbens in industriële toepassing. Bariumoxide is ook een veel gebruikte basische katalysator. De katalytische werking van Bariumoxide kan bijvoorbeeld gebruikt worden voor de foto-afbraak van kleurstoffen en  de productie van biodiesel. 

## Toxicologie en veiligheid
De reactie met vocht maakt bariumoxide geschikt als vochtabsorptiemiddel maar hierbij komt ook veel hitte vrij. Dit levert dan ook meteen een gevaar voor de gezondheid. De basische en adsorberende eigenschappen zorgen ook voor irritatie van de ogen, huid en luchtwegen. Na reactie met water zijn de gevaren van de stof identiek aan het dan gevormde bariumhydroxide. Eenmaal ingenomen kan het misselijkheid en diarree veroorzaken. Daarnaast kan bariumoxide verlamming en hartritmestoornissen veroorzaken. De lethale dosis is 1 tot 15 gram. Als het middel is ingenomen dient men direct in te grijpen. Patiënten die de eerste paar dagen na te hoge blootstelling overleven, worden na stopzetting van de te hoge blootstelling wel verwacht om snel te herstellen.
De stof levert zelf geen ontploffingsgevaar maar kan wel toxische gassen vrijzetten bij brand. Daarnaast reageert bariumoxide zelf wel hevig met water waarbij opnieuw toxische gassen kunnen worden vrijgezet.